# Loensia variegata

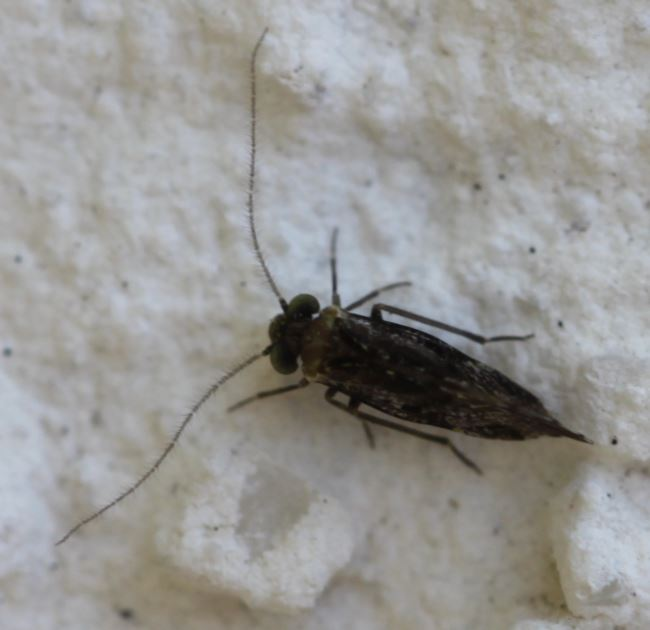
Loensia variegata – Dorsalsicht

Loensia variegata ist eine Staublaus aus der Familie Psocidae.

## Merkmale
Die Insekten erreichen eine Länge von 3 bis 4 Millimetern. Sie besitzen eine unverwechselbare Musterung. Über die Flügel verlaufen vier teilweise miteinander verbundene dunkle Bänder. Außerdem sind die Flügel von zahlreichen kleinen weißen Punkten übersät.

## Verbreitung und Lebensraum
Die Art ist in der Paläarktis verbreitet. Ihr Vorkommen reicht von Europa und den Kanarischen Inseln über den Nahen Osten und Russland bis nach Taiwan in Ostasien.

## Lebensweise
Die Staubläuse werden hauptsächlich in der Zeit von Juli bis September beobachtet. Sie halten sich häufig an Baumstämmen auf. Sie ernähren sich von Moos, Flechten und Pilzen.